# Межпланетный полёт
Межпланетный космический полёт (межпланетное путешествие) — путешествие между планетами, как правило, в пределах одной планетной системы. В практике человечества понятие космический полёт такого типа означает реальный и гипотетический перелёт между планетами Солнечной системы. Составная часть гипотетических проектов колонизации космоса человечеством.

## Практические достижения в области межпланетных путешествий
Дистанционно управляемые космические зонды (Автоматическая межпланетная станция, АМС) пролетали вблизи всех планет Солнечной системы от Меркурия до Нептуна. Зонд «Новые горизонты», был запущен к девятой на тот момент планете — Плутону и пролетел мимо этой карликовой планеты в 2015 году. Зонд «Dawn» («Рассвет») в настоящее время находится на орбите карликовой планеты Церера.
Наиболее дальним космическим аппаратом является «Вояджер-1», который, вероятно, всё же покинул Солнечную систему, ещё 4 аппарата — Пионер-10, Пионер-11, Вояджер-2 и «Новые горизонты» продолжают свой полёт к границам системы и через некоторое время также покинут её.
В целом, миссии искусственных спутников других планет и спускаемые аппараты, позволяют получить гораздо более подробную и полную информацию, чем пролётные миссии. Космические зонды были выведены на орбиту вокруг всех пяти планет, известных с древних времён: сперва Марса («Маринер-9», 1971), затем Венеры («Венера-9», 1975; атмосферные зонды и спускаемый аппарат достигли планеты ранее), Юпитера («Галилео», 1995), Сатурна (Кассини и Гюйгенс, 2004), а в недавнее время Меркурия (MESSENGER, март 2011), и вернули ценные научные сведения о планетах и их спутниках.
Несколько миссий проводили сближения с астероидами и карликовыми планетами: NEAR Shoemaker в 2000 году вышел на орбиту крупного околоземного астероида 433 Эрос, и совершил посадку. Японская станция «Хаябуса» с ионным двигателем в 2005 году вышла на орбиту небольшого околоземного астероида 25143 Итокава, сблизилась с ним и вернула образцы с его поверхности на Землю. АМС «Dawn» с ионным двигателем побывала на орбите крупного астероида Веста (июль 2011-сентябрь 2012) и затем перелетела на орбиту вокруг карликовой планеты Церера (март 2015).
Дистанционно управляемые аппараты Викинг, Pathfinder и марсоходы Mars Exploration Rover и Кьюриосити высадились на поверхности Марса, несколько космических аппаратов серий Венера и Вега достигли поверхности Венеры. Зонд Гюйгенс успешно приземлился на спутнике Сатурна, Титане.
До сих пор не предпринималось пилотируемых миссий по достижению планет Солнечной системы. Программа НАСА Аполлон, позволила двенадцати астронавтам посетить поверхность спутника Земли — Луны и вернуться на Землю. Существовало несколько программ НАСА: «Созвездие» (отправка человека на Марс) и пилотируемый облёт Венеры, но они обе были отменены (в 2010 и конце 1960-х годов).

## Причины межпланетных путешествий
Высокие затраты и риск межпланетных путешествий привлекают широкое внимание населения. Множество миссий столкнулось различными неисправностями или полным выходом из строя беспилотных зондов, например Марс-96, Deep Space 2 и Бигль-2. (В статье Список межпланетных космических аппаратов приводится полный список успешных и неудачных проектов).
Многие астрономы, геологи и биологи считают, что изучение Солнечной системы даёт знание, которое не может быть получено лишь при помощи наблюдений с поверхности Земли или с земной орбиты. Существуют различные точки зрения относительно того, принесут ли пилотируемые миссии полезный научный вклад; некоторые учёные считают, что автоматические зонды дешевле и безопаснее, в то время как другие утверждают, что космонавты при помощи советов от земных учёных, смогут реагировать более гибко и разумно на новые или неожиданные особенности изучаемых регионов.
Те, кто оплачивает расходы на подобные миссии (прежде всего в государственном секторе), вероятнее всего будут заинтересованы в выгоде для себя или для человечества в целом. Пока только преимуществами такого подхода стали различные «побочные» технологии, изначально разработанные для космических полётов, но затем пригодившиеся в других видах деятельности.
Другие практические мотивы для межпланетных путешествий являются более спекулятивными, поскольку современные технологии ещё не достаточно развиты для поддержки тестовых проектов. Писателям, работающим в жанре научной фантастики, иногда удаётся прогнозировать будущие технологии — например, были предсказаны геостационарные спутники связи (Артур Кларк) и некоторые аспекты компьютерных технологий (Мак Рейнольдс).
Множество научно-фантастических рассказов (в частности, истории Бена Бова серии «Гранд Тур») подробно описывают, как люди могли бы добывать полезные минералы из астероидов или получать энергию различными путями, включая использование солнечных батарей на орбите (где им не мешают облака и атмосфера). Некоторые считают, что лишь такие технологии могут стать единственным способом обеспечения роста уровня жизни без излишнего загрязнения или истощения ресурсов Земли (например, снижение уровня добычи ископаемых энергоносителей — так называемый пик нефти — был предсказан за десятилетия до его начала).
Наконец, колонизация человечеством других частей Солнечной системы позволит предотвратить вымирание человечества в ходе того или иного потенциального катастрофического для Земли события, множество из которых являют неотвратимыми (см. статью Варианты гибели человечества). Среди возможных событий — столкновения с крупным астероидом, один из которых, вероятно, ранее способствовал Мел-Палеогеновому вымиранию. Хотя и прорабатываются различные системы мониторинга астероидных угроз и планетарной защиты, текущие методы обнаружения и борьбы с астероидами остаются чрезвычайно дорогими, сырыми, непроработанными и малоэффективными. Например, углистые хондриты имеют очень низкое альбедо, что сильно осложняет их обнаружение. Хотя углистые хондриты считаются редкими, некоторые из них очень велики и подозреваются в участии в массовых вымираниях крупных видов. Так, крупнейший по своим последствиям Чиксулуб, возможно, был углистым хондритом.
Некоторые учёные, в том числе члены Space Studies Institute (Принстонский университет), утверждают, что в долгосрочном плане подавляющее большинство людей в конечном счёте будут жить в космосе.

## Энергетика межпланетного полёта
Одной из основных задач в практических межпланетных путешествиях остаётся получение очень больших изменений скорости, необходимых, чтобы путешествовать от одного тела к другому в рамках Солнечной системы.
Из-за гравитационного притяжения Солнца, космический корабль движущийся по орбите дальше от Солнца имеет более низкую скорость, чем космический аппарат, движущийся на более близкой орбите. Кроме того, все планеты находятся на разных расстояниях от Солнца, планета, с которой космический аппарат стартует, и планета-назначение движутся с различными скоростями (в соответствии с третьим законом Кеплера). Из-за этих причин, космическому кораблю при полёте к планете, находящейся ближе к Солнцу, требуется значительно уменьшить свою орбитальную скорость, чтобы достичь цели, в то время как полёты к более дальним планетам потребуют существенного увеличения скорости корабля по отношению к Солнцу. Если космический корабль должен не просто пролететь мимо планеты, а выйти на орбиту вокруг неё, при сближении он должен выровнять собственную скорость со скоростью планеты, на что также требуется затратить значительные усилия.
Прямолинейный подход к подобной задаче — попытка ускорения по самому короткому маршруту к цели и изменение скорости у цели — потребовал бы слишком больших объёмов топлива. И топливо, необходимое для таких изменений скорости должно быть запущено с самим кораблём, из-за чего потребуется ещё больше топлива на отлёт корабля к цели, и ещё больше — на вывод корабля и топлива на исходную орбиту вокруг Земли. Разработано несколько методов снижения потребности в топливе для межпланетных путешествий.
Например, космический корабль, путешествующий с низкой околоземной орбиты к Марсу с помощью классической перелётной (гомановской) траектории сперва должен произвести увеличение скорости на 3,8 км/с (параметр, называемый характеристической скоростью орбитального манёвра), совершить многомесячный перелёт, затем, после перехвата Марса, он должен уменьшить свою скорость ещё на 2,3 км/с для того, чтобы сравняться с орбитальной скоростью Марса вокруг Солнца и войти на орбиту вокруг планеты. Для сравнения, запуск космического корабля на низкую околоземную орбиту требует изменения скорости на величину около 9,5 км/с.

### Гомановские траектории

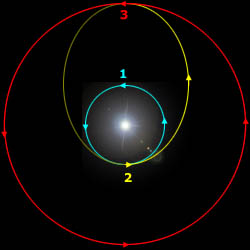
Гомановская переходная орбита: космический корабль стартует из точки 2 орбиты Земли 1, совершает перелёт вдоль жёлтой линии и прибывает в точку 3 на орбите Марса

В течение многих лет под экономичными межпланетными полётами подразумевалось использование Гомановских переходных траекторий. Гоманн доказал, что в орбитальной механике маршрутом перелёта между двумя орбитами с наименьшими затратами энергии является эллиптическая орбита, образующая касательную к исходной и целевой орбитам. В случае межпланетных полётов к более дальним планетам это означает, что космический корабль изначально стартует с орбиты, близкой к орбите Земли вокруг Солнца так, чтобы второе изменение скорости произошло в Афелии, то есть с противоположной от старта точке относительно Солнца. Космический корабль, использующий такой маршрут при путешествии с Земли на Марс, затратит на полёт около 8,5 месяцев. Правильно спланированный манёвр позволит достичь орбиты Марса вблизи момента прохождения планетой точки второго изменения скорости, что позволит сразу выйти на орбиту вокруг планеты.
Подобные расчёты гомановских перелётов применимы к любым парам орбитам, например, это самый распространённый способ отправки спутников на геостационарную орбиту, после их вывода на низкую околоземную опорную орбиту. Гомановский перелёт занимает время, близкое к половине периода обращения внешней орбиты, что в случае внешних планет составит более нескольких лет и малопрактично для пилотируемых полётов из-за вопросов сохранности полезной нагрузки. Также перелёт основан на предположении, что в точках начала и конца манёвра отсутствуют крупные тела, что верно при изменении околоземных орбит, но требует более сложных расчётов при межпланетных полётах.

### Гравитационная праща

Чрезвычайно упрощённое объяснение эффекта гравитационной пращи: космический корабль, приближавшийся к планете со скоростью V сможет получить прирост скорости не более, чем двукратная скорость планеты U

Манёвр Гравитационной пращи использует гравитацию планет и лун для изменения скорости и направления полёта космического корабля без использования топлива. При типичном использовании в манёвре используется пролёт вблизи третьей планеты, обычно находящейся между орбитами отправления и назначения, при котором изменяется направление полёта. Общее время в пути за счёт прироста скорости значительно сокращается, или к конечной точке доставляется больший груз. Ярким примером использования пращи являются два аппарата программы «Вояджер», использовавших серию манёвров у нескольких внешних планет Солнечной системы. При полётах во внутренней части Солнечной системы сложнее использовать такой манёвр, хотя они применяются при пролётах мимо близлежащих планет, например, Венеры, а иногда даже используется Луна для начала полёта к внешним планетам.
Манёвр пращи может изменить скорость корабля только по отношению к третьему, не вовлечённому в манёвр объекту, общему центру центр масс или к Солнцу. При манёвре относительные скорости корабля и облетаемого объекта не изменяются, например, если корабль подлетел к Юпитеру с определённой скоростью относительно него, то и покинет Юпитер он с той же скоростью. Однако за счёт сложения скорости удаления от Юпитера с собственной орбитальной скоростью планеты, происходит изменение направления полёта и скорости аппарата. Солнце не может быть использовано для межпланетного манёвра гравитационной пращи, поскольку звезда практически неподвижна по отношению к остальной части системы, вращающейся вокруг Солнца. Это может быть использовано лишь в гипотетических полётах за пределы солнечной системы, чтобы послать космический корабль или зонд в иную часть галактики, так как Солнце вращается вокруг центра галактики Млечный Путь.

### Манёвр Оберта
Манёвр Оберта состоит в включении двигателей аппарата в момент или вблизи максимального сближения с планетой (в перицентре). Использование двигателя при заходе в «гравитационный колодец» позволяет получить выигрыш в итоговом приросте скорости аппарата, за счёт преобразования дополнительной части кинетической энергии использованного топлива в кинетическую энергию аппарата. Требует сравнительно близкого сближения с крупным телом и использования двигателя с высокой тягой, не подходит для аппаратов, снабжённых лишь двигателями низкой тяги, например, ионными.

### Хаотические орбиты
Во времена расчётов Гоманна (1925 год) не было доступных высокопроизводительных вычислительных систем, они оставались медленными, дорогими и ненадёжными при разработке манёвров гравитационной пращи (1959). Последние достижения в области вычислительной техники позволили изучить возможности использования особенностей гравитационных полей, создаваемых множеством астрономических тел, и вычислить более дешёвые траектории. Например, были рассчитаны потенциальные маршруты полётов между областями вблизи точек Лагранжа различных планет, организованные в так называемую межпланетную транспортную сеть. Подобные нечёткие, хаотические орбиты в теории потребляют значительно меньшие количества энергии и топлива, чем классические перелёты, однако они существуют лишь между некоторыми планетами, в определённые моменты времени и требуют очень значительных затрат времени. Они не предлагают значительных улучшений перелётов с живыми существами на борту корабля или исследовательских миссий, однако, теоретически, могут представлять некоторый интерес для крупнотоннажных перевозок малоценных товаров, в случае, если человечество разовьётся в действительно межпланетную цивилизацию. Обычно такими орбитами пользуются некоторые астероиды.

### Аэроторможение

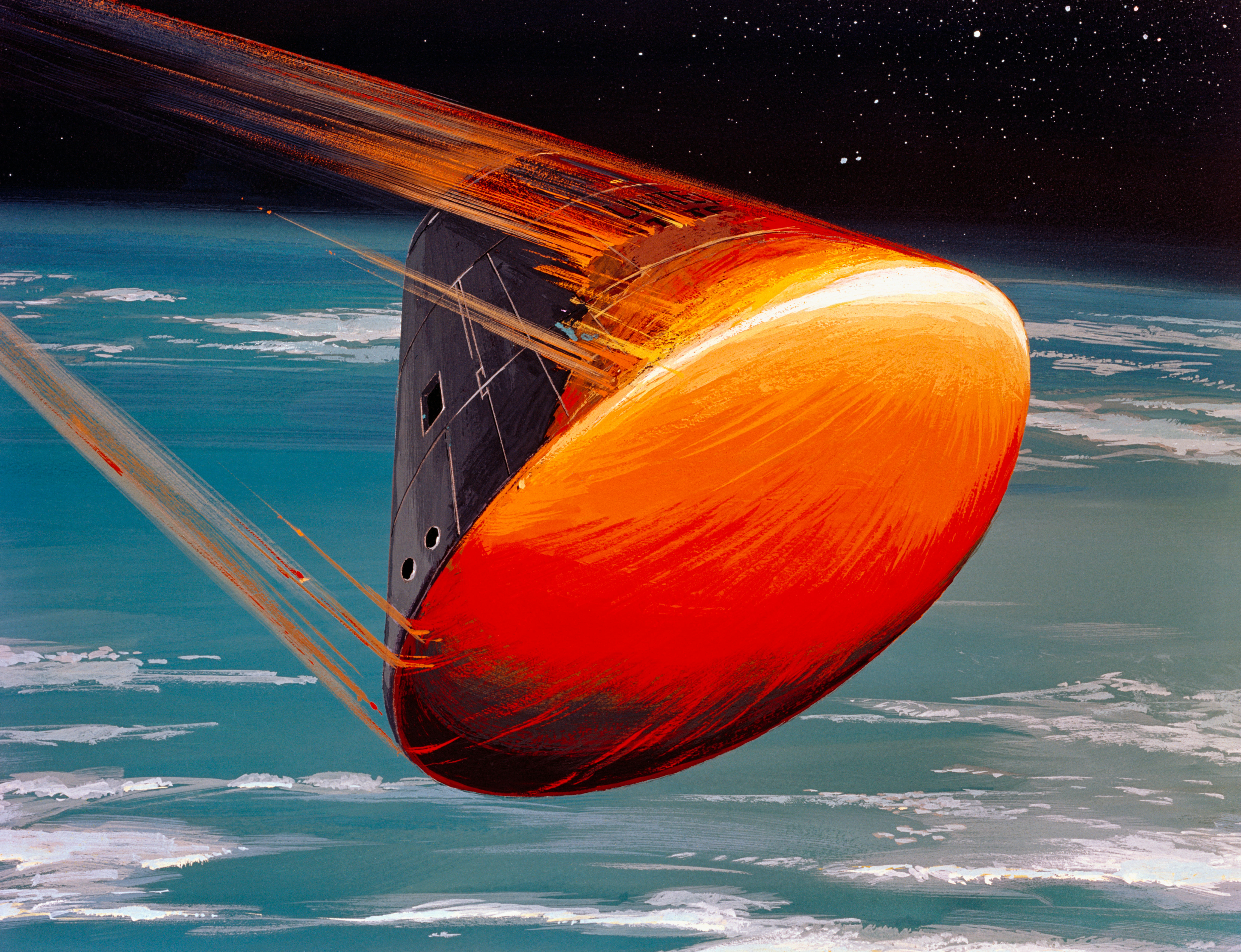
Изображение художника: командный модуль Аполлон входит в атмосферу с большим углом атаки

Аэроторможение использует атмосферу целевой планеты в качестве способа снизить скорость космического аппарата. Впервые такое торможение использовалось в программе «Аполлон», когда возвращаемый аппарат не входил на околоземную орбиту, а совершал s-образный в вертикальном профиле манёвр снижения (сначала крутой спуск, затем выравнивание, следом подъём и последующий возврат к спуску) в атмосфере Земли, для уменьшения своей скорости вплоть до уровня, при котором сможет быть задействована парашютная система для обеспечения безопасной посадки. Аэроторможение не требует наличия плотной атмосферы — например, большинство спускаемых аппаратов, отправляемых к Марсу используют эту технику, несмотря на то, что марсианская атмосфера очень разрежена, давление у поверхности 1/110 от земного.
Аэродинамическое торможение космического аппарата преобразует кинетическую энергию в тепло, поэтому зачастую требует сложных теплозащитных экранов для защиты корабля от перегрева. В результате аэродинамическое торможение оправдано лишь в тех случаях, когда количество дополнительного топлива, необходимого для перевозки теплозащитного экрана к точке назначения, меньше, чем количество топлива, которое потребовалось бы для получения тормозного импульса при помощи двигателей. Отдельные учёные считают, что эту проблему можно решать путём создания экранов из материалов, имеющихся вблизи точки назначения, забывая при этом о проблемах сбора таких материалов.

## Улучшение технологий двигателей
Несколько технологий были предложены с целью экономии топлива и ускорения путешествий по сравнению с гомановскими перелётами. Большинство предложений всё ещё остаются теоретическими, однако в миссии Deep Space 1 был успешно опробован ионный двигатель. Эти усовершенствованные технологии делятся на:
- Космические двигательные установки с улучшенной топливной экономией. Такие системы позволили бы передвигаться быстрее, сохраняя при этом стоимость топлива в допустимых пределах.
- Использование внешних ресурсов, например, солнечной энергии, или местных материальных ресурсов, чтобы избежать или минимизировать дорогостоящие задачи по транспортировке компонентов и топлива с поверхности Земли, при которых требуется преодолевать значительную земную силу притяжения (см. раздел «использование космических ресурсов»).

Кроме ускорения перелётов, такие улучшения позволят увеличить «запас прочности» за счёт сокращения необходимости изготовления максимально лёгких космических кораблей.

### Усовершенствованная концепция ракеты
Все ракетные концепции так или иначе ограничены ракетным уравнением, которое устанавливает доступную характеристическую скорость (максимальное изменение скорости корабля) как функцию от удельного импульса (эффективной скорости истечения рабочего тела), начальной массы корабля (М0, включая массу топлива) и конечной массы (М1, масса корабля без топлива). Основным следствием этой формулы, выведенной Циолковским, является то, что скорости перелётов, более чем в несколько раз превышающие скорость истечения рабочего тела ракетного двигателя (относительно корабля), быстро становятся недостижимыми на практике.

#### Ядерно-тепловые и солнечные ракеты

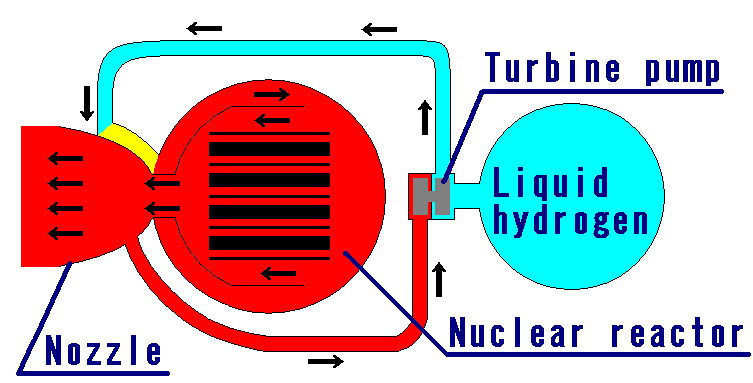
Эскиз ракеты с ядерным тепловым двигателем

В ядерном ракетном двигателе или солнечно-тепловой ракете рабочим телом, как правило, выступает водород, нагреваемый до высокой температуры, и выпускаемый через ракетное сопло для создания тяги. Тепловая энергия заменяет химический источник энергии — реакцию горения топлива в окислителе — традиционных ракетных двигателей. Благодаря низкой молекулярной массой и, следовательно, высокой тепловой скорости водорода эти двигатели как минимум в два раза более эффективно используют топливо, чем химические двигатели, даже при учёте массы ядерного реактора.
Комиссия по атомной энергии США и НАСА протестировала несколько вариантов ядерных тепловых двигателей в 1959—1968 годах. НАСА разработала эти двигатели для замены верхних ступеней ракет Сатурн-5, но испытания показали проблемы с надёжностью, в основном вызванные вибрацией и перегревом при работе на высоких уровнях тяги. Политические и экологические соображения осложнили применения подобных двигателей в обозримом будущем, поскольку ядерные тепловые двигатели полезны вблизи земной поверхности, но последствия сбоя могут быть катастрофичны. Двигатели на базе реакции деления производят более низкую скорость рабочего тела, чем электрические и плазменные двигатели, описанные ниже, подходят только для применений, требующих высокого отношения тяги к весу, например, при взлёте или отлёте от планеты.

#### Электрические двигатели
Электродвигательные системы используют внешние источники энергии, такие как ядерный реактор или солнечные батареи для выработки электричества. Затем они используют энергию для ускорения химически инертного топлива на скоростях, значительно превышающих скорости истечения продуктов сгорания в традиционных химических ракетных двигателях. Такие двигатели производят сравнительно невысокую тягу, и, следовательно, непригодны для быстрого маневрирования или для запуска с поверхности планеты. Но они настолько экономичны в использовании реактивной массы (рабочего тела), что могут продолжать работать непрерывно на протяжении многих дней или недель, в то время как химические двигатели используют топливо и окислитель настолько быстро, что могут действовать на протяжении от нескольких десятков секунд до минут. Даже полёт к Луне с современными ионными двигателями может быть достаточно долгим, чтобы продемонстрировать их преимущество над химическими двигателями (миссиям Аполлон требовалось по 3 дня для перелёта от Земли до Луны и обратно).
Межпланетная станция NASA Deep Space 1 успешно испытала прототип ионного двигателя, проработавшего суммарно 678 дней и позволившей зонду догнать комету Borrelly, что было бы невозможно при использовании химических двигателей. Dawn стал первым аппаратом НАСА, использующим ионный двигатель в качестве основного, он применялся для изучения крупных астероидов главного пояса Церера 1 и Веста 4. Ионный двигатель с ядерным питанием планировался для беспилотной миссии к Юпитеру Jupiter Icy Moons Orbiter (JIMO) в 2010-х годах. Из-за изменения приоритетов НАСА к пилотируемым космическим полётам, проект лишился финансирования в 2005 году. Аналогичную миссию в настоящее время обсуждают для совместного проекта НАСА/ЕКА для исследования спутников планет-гигантов: Европы и Ганимеда.

#### Ракеты, использующие энергию ядерных реакций
Электрореактивные двигатели показали свою применимость в межпланетных перелётах, однако они использовали солнечную энергию, что ограничивает их способность работать вдали от Солнца, а также ограничивает их максимальное ускорение из-за массы и хрупкости источника электропитания. Ядерно-электрические или плазменные двигатели, работающие в течение длительного времени на малой тяге и питающиеся электричеством от ядерных реакторов (работающих на цепной реакции деления тяжёлых ядер), теоретически могут развить значительно более высокую скорость, чем транспортные средства на химическом топливе.

#### Ракеты, использующие энергию термоядерных реакций
Теоретические термоядерные ракетные двигатели должны работать за счёт использования энергии термоядерных реакций (слияния лёгких ядер таких элементов как дейтерий, тритий, гелий-3). По сравнению с ядерными реакторами деления, слияние ядер даёт преобразование около 1 % массы исходного топлива в форму энергии, что является энергетически более выгодным, чем 0,1 % преобразуемой в энергию массы в реакциях ядерного деления. Однако двигатели как на ядерных, так и на термоядерных реакциях могут в принципе достичь скоростей значительно более высоких, чем необходимо для применения в исследовании Солнечной системы, термоядерные генераторы энергии всё ещё не достигли практически применимых уровней энерговыделения даже на Земле.
Одним из проектов на базе термоядерных двигателей был проект Дедал. Другая система прорабатывалась в рамках проекта пилотируемых исследований Солнечной «Дисковери II», на основе реакции дейтерий-тритий-3 и использованием водорода в качестве рабочего тела, (команда из исследовательского центра Гленн НАСА). В проекте планировалось достичь характеристических скоростей более >300 км/с с ускорением ~1.7•10−3 g, с начальной массой корабля в ~1700 тонн и долей полезной нагрузки выше 10 %.

### Солнечные паруса
Солнечные (фотонные) паруса используют импульс частиц света, отражаемых от специального паруса. Этот эффект радиационного давления света на поверхность сравнительно мал и убывает по закону квадрату расстояния от Солнца, но, в отличие от множества классических двигательных установок, солнечные паруса не требуют топлива. Тяга невелика, но доступна пока Солнце продолжает светить и развёрнут парус.
Хотя множество научных статей о фотонных парусах рассматривает межзвездные путешествия, существует несколько предложений по их использованию в пределах Солнечной системы.

## Требования для пилотируемых межпланетных путешествий

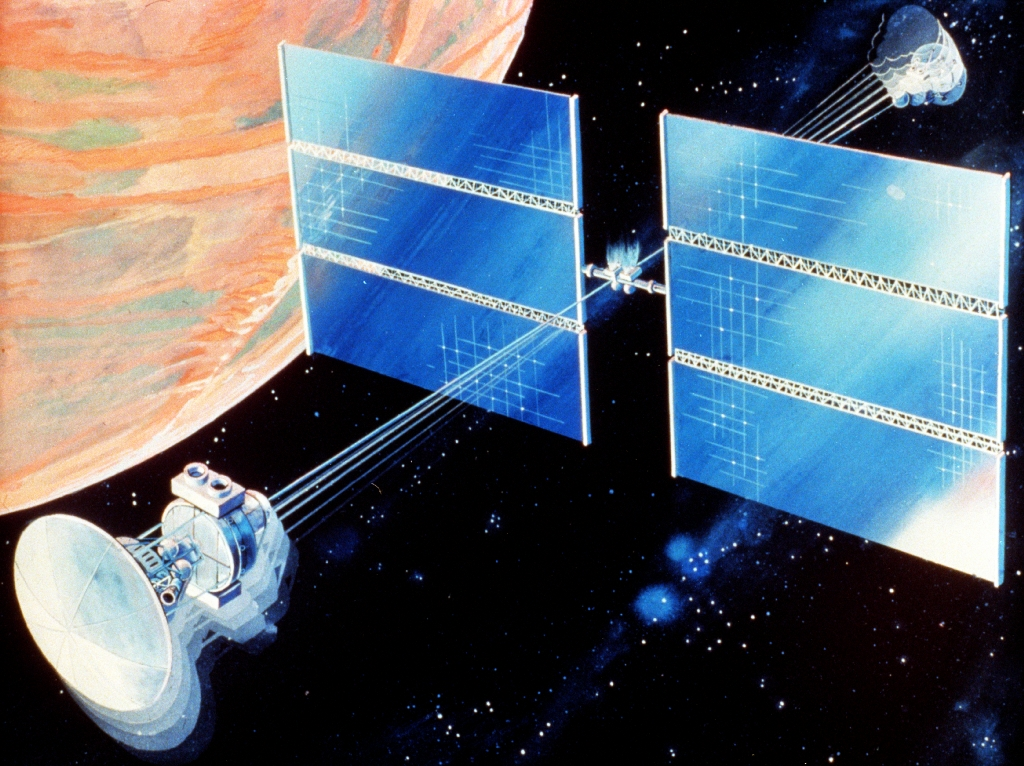
В видении художника космический корабль обеспечивает искусственную гравитацию путём собственного вращения (1989)

### Жизнеобеспечение
Системы жизнеобеспечения межпланетного корабля должны быть в состоянии поддерживать жизнь пассажиров на протяжении многих недель, месяцев или даже нескольких лет. Потребуется стабильная, пригодная для дыхания атмосфера с давлением не ниже 35 кПа (5пси), всегда содержащая достаточное количество кислорода, азота и контролируемая по уровням углекислого газа, остаточных газов, паров воды и загрязнений.
В октябре 2015 года Офис главного инспектора НАСА опубликовал отчёт об опасностях для здоровья, связанных с пилотируемыми космическими полётами, в том числе в пилотируемой миссии на Марс.

### Радиация
Как только транспортное средство покинет околоземную орбиту и защитную земную магнитосферу, она пролетит через радиационный пояс Ван Аллена, регион с высоким уровнем радиации. Затем последует длительный перелёт в межпланетной среде, с высоким фоном космических лучей высокой энергии, которые представляют угрозу для здоровья, галактическое излучение, порождаемое взрывами сверхновых, пульсарами, квазарами и другими космическими источниками. Это может повышать опасность для жизни человека и осложнять размножение после нескольких лет полёта. Даже сравнительно невысокие дозы радиации могут вызывать необратимые изменения в клетках мозга человека.
Учёные Российской Академии Наук занимаются поиском методов снижения риска радиационно-индуцированного рака в рамках подготовки к возможной пилотируемой миссии на Марс. Как один из вариантов рассматривается система жизнеобеспечения, в которой питьевая вода для экипажа обедняется по содержанию дейтерия (стабильного изотопа водорода). Предварительные исследования показали, что вода, обеднённая дейтерием может иметь ряд противораковых эффектов и несколько снизить потенциальные риски рака, вызванного высоким радиационным облучением марсианского экипажа.
Плохо предсказуемые выбросы корональной массы от Солнца очень опасны для совершающих перелёт, так как они создают высокие уровни радиации, близкие к летальному уровню за небольшой срок. Для их ослабления потребуется применение массивных щитов, защищающих экипаж
Земная атмосфера по своим защитным от космического излучения свойствам эквивалентна слою воды толщиной 10 метров. Поэтому размещение на межпланетном космическом корабле такого защитного экрана очень сильно утяжелит его.
По данным масса радиационной защиты космического межпланетного корабля, которая удовлетворяет требованиям радиационной безопасности для персонала наземных ядернотехнических установок, при продолжительности полёта 2—3 года должна составить тысячи тонн. Поэтому для защиты космонавтов (на околоземных орбитах) используют комплекс инженерно-технических и медицинских методов — уменьшают высоту полёта станций (хотя это требует значительного увеличения расхода топлива из-за торможения верхними слоями атмосферы); используют оборудование, запасы воды, продуктов, топлива и др. в качестве экранов, и т. п.

### Надёжность
Какие-либо серьёзные сбои космического корабля во время перелёта, скорее всего, станут смертельными для экипажа. Даже незначительные поломки могут приводить к опасным последствиям, если они не были быстро исправлены, что может быть затруднительно в открытом космосе. Экипаж миссии Аполлон-13 смог пережить взрыв, вызванный неисправным кислородным баллоном (1970); однако экипажи Союза 11 (1971 год), космических челноков «Челленджер» (1986) и «Колумбия» (2003) погибли из-за неисправности своих космических кораблей.

### Окно запуска
Из-за особенностей орбитальной механики и астродинамики, экономичные космические перелёты к другим планетам практически достижимы лишь в определенные интервалы времени, в случае некоторых планет и траекторий эти интервалы непродолжительны и появляются лишь раз в несколько лет. Вне подобных «окон» планеты остаются недоступными для человечества по энергетическим причинам (потребуются значительно менее экономные орбиты, большие количества топлива и более мощные двигатели). Из-за этого могут быть ограничены как частота полётов, так и возможности запуска миссий спасения.